# Eben Norton Horsford

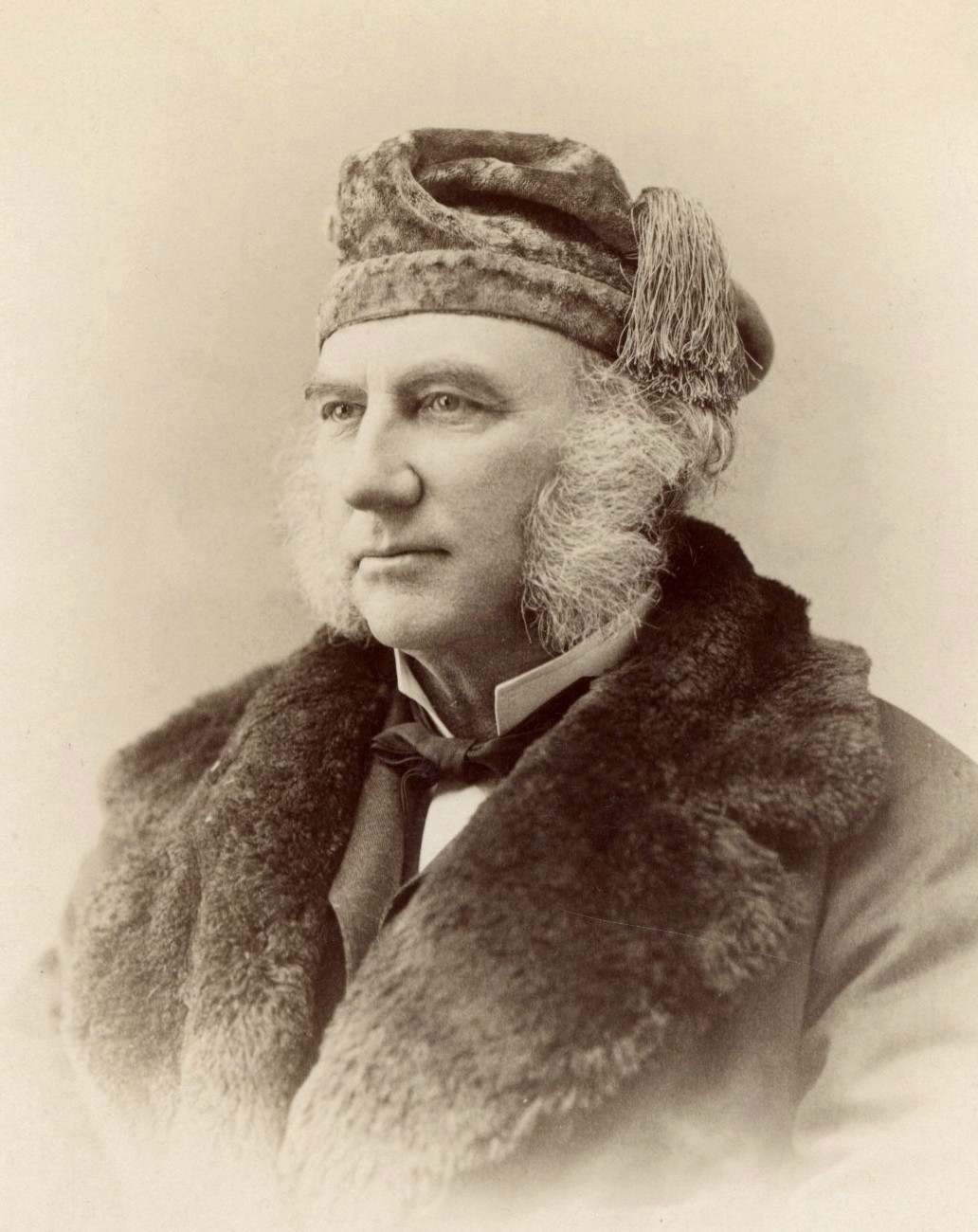
Eben Norton Horsford

Eben Norton Horsford (Livingston County, 27 luglio 1818 – 1º gennaio 1893) è stato uno scienziato statunitense. Horsford è conosciuto soprattutto per la sua riformulazione del lievito chimico, per il suo interesse nelle ricerche sulla scoperta dell'America da parte dei Vichinghi e per i monumenti che ha costruito in onore di Leif Erikson.

## Vita ed opere
Eben Horsford nacque nella Contea di Livingston nel 1818. Studiò al Rensselaer Polytechnic Institute laureandosi come ingegnere civile all'età di 19 anni. Successivamente lavorò presso il Geological Survey di New York e poco dopo aver raggiunto la maggiore età divenne insegnante di matematica e scienze all'Albany Female Academy dove insegnò per quattro anni, in seguito riprese gli studi in Germania con Justus von Liebig. Al ritorno negli Stati Uniti, fu nominato Rumford Professor and Lecturer on the Application of Science to the Useful Arts all'Università di Harvard nel 1847. Insegnò chimica e e condusse ricerche alla Lawrence Scientific School per 16 anni durante i quali pubblicò ricerche sulle principali riviste scientifiche su argomenti come i fosfati, il latte condensato, la fermentazione e le razioni di emergenza.

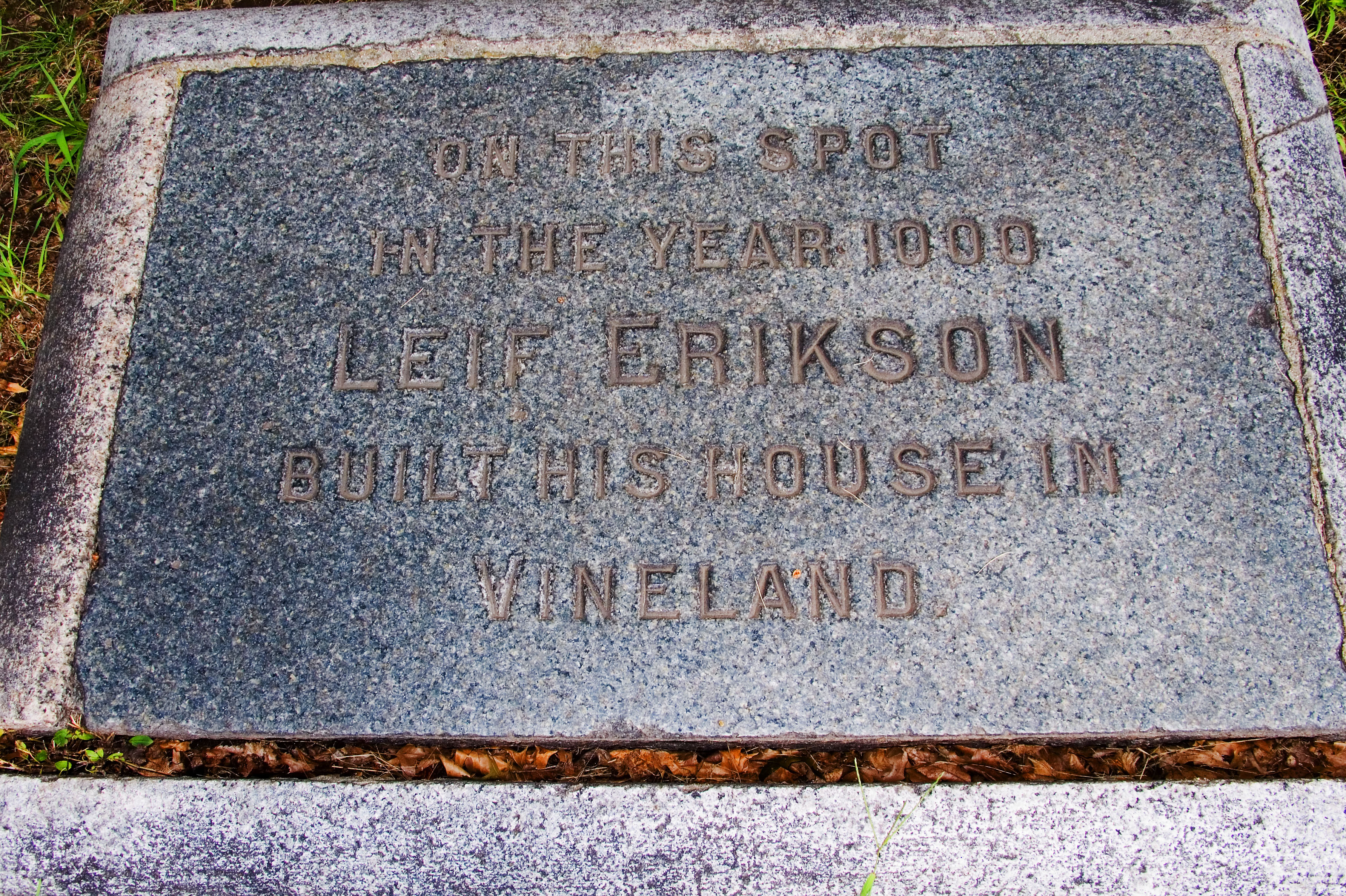
La "Horsford Plaque", una targa in granito lungo il Charles River a Cambridge. Ubicazione:.

Eben Horsford è probabilmente ricordato oggi per la riformulazione del lievito chimico. Precedentemente la polvere lievitante conteneva bicarbonato di sodio e cremore di tartaro. Horsford sostituì il cremore di tartaro con il più affidabile bifosfato di calcio (conosciuto anche come fosfato acido di calcio ed altri nomi). Lo fece poco prima di August Oetker. Nel 1854 Horsford fondò la Rumford Chemical Works con George Wilson. Il nome fu dato dopo la nomina di Horsford ad Harvards. La nuova polvere lievitante fu ideata in questa impresa. Lo sviluppo della polvere lievitante nel 2006 fu designata come National Historic Chemical Landmark.
Poiché era un fautore di una migliore istruzione per le donne, Horsford divenne presidente del board of visitors del Wellesley College e donò denaro per libri, apparecchiature scientifiche e di una borsa di studio per il college. Egli acquisì un certo successo grazie allo sviluppo di un processo per la produzione della polvere lievitante e del latte condensato. Horsford, per depositare i suoi brevetti, fu assistito da Charles Grafton Page, un avvocato specializzato in brevetti che precedentemente aveva lavorato presso l'ufficio brevetti statunitense.

### I Vichinghi
Horsford si interessò ai viaggi in Nordamerica da parte di Vichinghi come Leif Ericson ed era deciso a provare che il Nordamerica era stato scoperto non da un cattolico mediterraneo ma da un ariano. Egli collegò il bacino del Charles River ai luoghi descritti nelle saghe norrene, ideò un'etimologia in lingua norrena per alcuni toponimi in algonchino come Naumkeag, Namskaket ed Amoskeag, infine "scoprì" alcuni resti archeologici vichinghi. Horsford pose una targa che documenta tutto questo sulla Memorial drive nei pressi di Mount Auburn street a Cambridge. Pochi chilometri prima, nei pressi della sorgente dello Stony Brook, costruì una torre per indicare la probabile posizione di Norumbega, una città e fortezza vichinga con il suo Althing ed il primo vescovo cristiano d'America. Egli inoltre commissionò la statua di Leif Ericson che ancora sorge sulla Commonwealth avenue a Boston, alla sua morte l'opera venne proseguita dalla figlia Cornela. Il suo lavoro non fu appoggiato dalla corrente degli storici ed archeologi dell'epoca ed ora gode di ancora meno credito.
In onore delle generose donazioni effettuate al Wellesley College, nel 1886 gli fu dedicato un edificio chiamato Norumbega Hall e fu celebrato da un poema composto da John Greenleaf Whittier.
In suo onore è stato denominato il minerale horsfordite.

## Opere scelte
- A Discussion of the Explosion of Burning Fluid which Took Place at Salem (1852)
- The Army Ration (1864)
- The Theory and Art of Bread-making: A New Process Without the Use of Ferment (1869)
- Report on Vienna Bread (1875)
- The Problem of the Northmen (1889)
- The Discovery of the Ancient City of Norumbega, Houghton, Mifflin, 1890.
- The Problem of the Northmen, Houghton, Mifflin 1890.
- The Defenses of Norumbega, Houghton, Mifflin, 1891.
- The Landfall of Leif Erikson, A.D. 1000, and the Site of his Houses in Vineland, Damrell and Upham, 1892.